# 26.ª Avenida Suroeste
La 26.ª Avenida Suroeste (Vigesimosexta Avenida Suroeste) es una avenida del suroeste de la ciudad de Managua, Nicaragua, que atraviesa diferentes barrios en varios tramos desconectados.

## Trazado
El primer tramo inicia en la intersección con la 4.ª Calle Suroeste, cruzando calles residenciales hasta terminar en la 11.ª Calle Suroeste. El segundo tramo aparece a la altura de la intersección entre la NIC-2 y la Avenida Héroes y Mártires de Batahola, a la altura del Barrio Altagracia. Desde ahí atraviesa la 25.ª Calle Suroeste en el Barrio El Recreo y cruza la Pista Juan Pablo II, continuando hasta la 49.ª Calle Suroeste cerca de la Pista Suburbana.
Un tercer segmento, no conectado con los anteriores, atraviesa el centro del Barrio Sierra Maestra, donde culmina en la 69.ª Calle Suroeste.

## Intersecciones principales
- 4.ª Calle Suroeste – Inicio del primer tramo
- 11.ª Calle Suroeste – Fin del primer tramo
- NIC-2 – Inicio del segundo tramo, importante eje nacional
- Avenida Héroes y Mártires de Batahola – Cruce significativo
- 25.ª Calle Suroeste – En el Barrio El Recreo
- Pista Juan Pablo II – Vía principal de la capital
- 49.ª Calle Suroeste – Límite del segundo tramo
- 69.ª Calle Suroeste – Fin del último tramo en Sierra Maestra

## Barrios que atraviesa
- Barrio Manuel Olivares
- Altagracia
- Barrio El Recreo
- Barrio Andrés Castro
- Barrio Sierra Maestra

## Coordenadas
12°7′20″N 86°16′2″O / 12.12222, -86.26722